# پت گوین
پت گوین (انگلیسی: Pat Gavin؛ زادهٔ ۵ ژوئن ۱۹۶۷) بازیکن فوتبال اهل بریتانیا است.
از باشگاه‌هایی که در آن بازی کرده‌است می‌توان به باشگاه فوتبال پیتربورو یونایتد، باشگاه فوتبال گیلینگام، باشگاه فوتبال ویگان اتلتیک، باشگاه فوتبال هنول تاون، باشگاه فوتبال فارن‌بورو، باشگاه فوتبال نورث‌همپتون تاون، و باشگاه فوتبال لستر سیتی اشاره کرد.